# Huajialaga
Huajialaga (kinesiska: 花加拉嘎, 花加拉嘎乡) är en socken i Kina. Den ligger i den autonoma regionen Inre Mongoliet, i den norra delen av landet, omkring 740 kilometer nordost om regionhuvudstaden Hohhot.
Genomsnittlig årsnederbörd är 556 millimeter. Den regnigaste månaden är juni, med i genomsnitt 158 mm nederbörd, och den torraste är februari, med 3 mm nederbörd.